# Florian Pojatzi

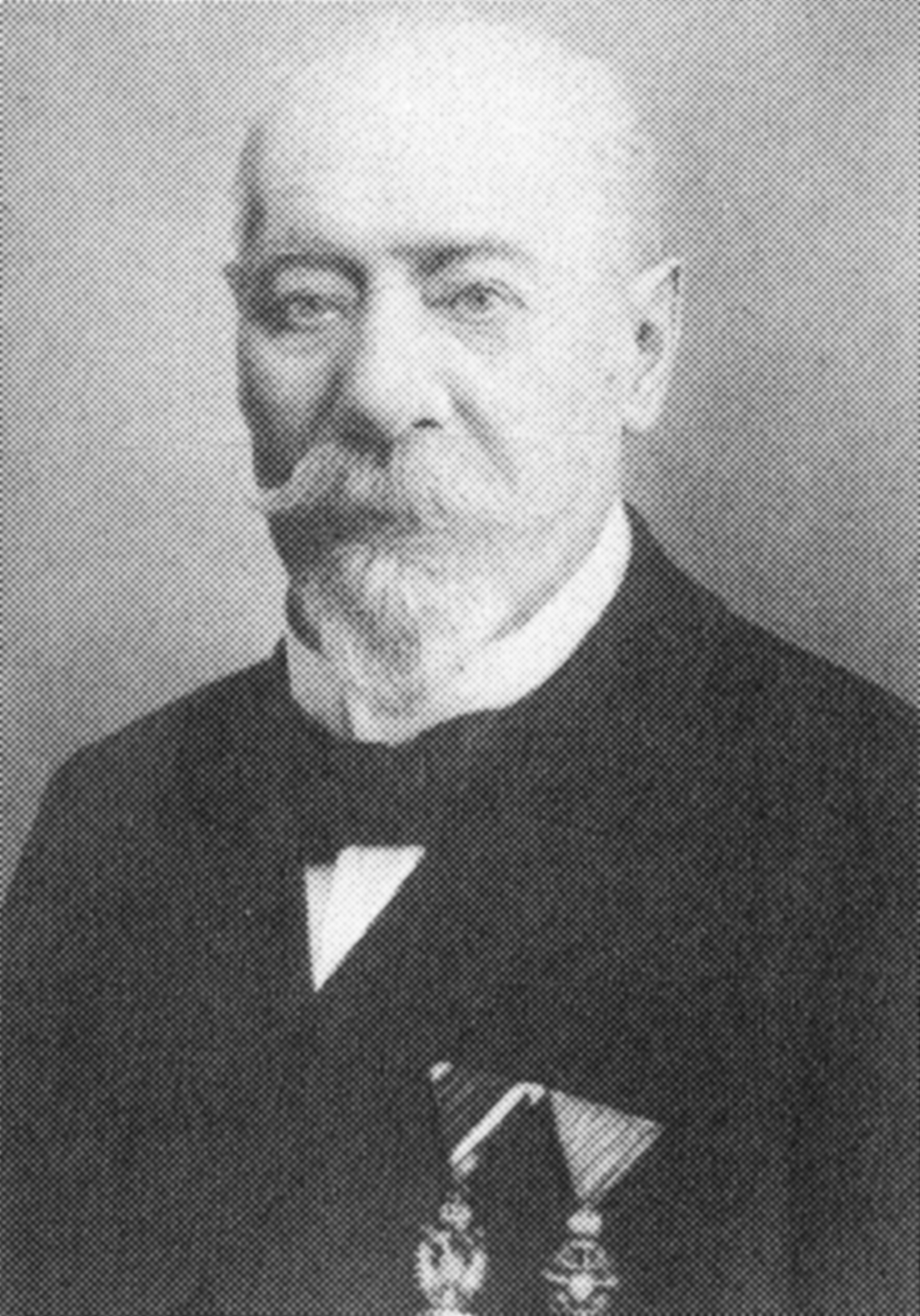
Florian Pojatzi

Florian Pojatzi (* 15. Jänner 1830 in Deutschlandsberg; † 15. August 1917 in Graz) war ein österreichischer Industrieller.

## Kindheit und Ausbildung
Pojatzi wurde am 15. Jänner 1830 als Sohn des Kaufmanns Florian Pojatzi und dessen Frau, Theresia Kröll, in Deutschlandsberg in der Steiermark geboren.  Florian jun. besuchte zunächst sechs Jahre die Volksschule und weitere drei Jahre die Normalschule. Anschließend erlernte er das Kaufmanns- und Handelsgewerbe bei Kaufmann Süss in Kirchberg.

## Beruflicher Werdegang
1850, im Alter von 20 Jahren, übernahm Pojatzi das Gemischtwarengeschäft seines Vaters im Lokal der späteren Hirschenapotheke am Hauptplatz in Deutschlandsberg. Der Vater war bereits 1843 gestorben und die Mutter hatte seither das Kaufmannsgeschäft mit ihrem zweiten Gatten geführt. Noch im selben Jahr folgte die Hochzeit mit Maria Kratzer, einer Kaufmannstochter aus Straden.
Im Jahr 1856 begann er in Hörbing, heute ein Ortsteil von Deutschlandsberg, in kleinem Maßstab mit der Produktion von Zündhölzern, nachdem erste Versuche im Keller seines Hauses zu Protesten der Nachbarschaft geführt hatten. Die Ausbildung für die Zündholzherstellung hatte er in der Wiener Zündholzfabrik bei Stefan Rómer erworben. Als Holzfachmann stand ihm der Fürst Liechtensteinische Jäger Johann Eisenhut zur Seite. Zum Werkführer bestellte er August Devide von der in Wien ansässigen Firma Pollak. Nach anfänglichen Schwierigkeiten konnte er schon 1861 in seinem Geburtsort Deutschlandsberg eine neue Betriebsstätte errichten. Bereits nach zwei Jahren hatte sich der Beschäftigtenstand des Betriebes mit dem technischen Leiter Johann Eisenhut auf 50 Personen erhöht.
Gemeinsam mit zwei neuen Beratern, Carl Franz und Moritz Czerweny aus Neunkirchen, baute Pojatzi die Werkstätten im Jahr 1865 zur Fabrik aus. Mit Carl Franz gründete er 1868 außerdem eine Strohpapierfabrik und ein Jahr darauf eine Papierfabrik in Burgegg (heute Stadtgemeinde Deutschlandsberg). Diesen folgte 1869 eine Holzschleiferei in Schwanberg. Da ihm die Zeit fehlte, sich nebenbei ausreichend um das väterliche Geschäft zu kümmern, entschloss sich Pojatzi dazu, dieses aufzugeben. Daher verkaufte er es 1872 an seinen späteren Schwiegersohn Franz Kohlfürst.
Bedingt durch finanzielle Schwierigkeiten während der Finanzkrise kam es im Jahr 1873 zur Abstoßung der Papierfabriken. Sein Exportgebiet baute er sehr rasch aus und meldete mit dem „Bienenkorb“ eine eigene Fabrikmarke an, die weltweit bekannt wurde. 1885 lag der Jahresumsatz des Unternehmens bei 1.500.000 Gulden (ca. 20 Mio. Euro). Die Firma trat auf allen Weltausstellungen in Erscheinung und erzielte für ihre Innovationen zahlreiche erste Preise.
Beschränkte sich die Produktion zu Anfang auf gewöhnliche Zündhölzer, ging das Unternehmen später zur Erzeugung dekorativer Salonhölzchen über, deren Zündköpfe vielfarbig lackiert oder (goldfarben) metallisiert wurden. Eine bedeutende Vergrößerung der Firma erfolgte 1879 durch den Ankauf der in Stainz beheimateten Zündholzfabrik Kollmann & Co. Bald zählten die vereinigten Betriebe zu den modernsten Zündholzfabriken der Österreichisch-Ungarischen Monarchie. Bis zur Fertigstellung der Bahnverbindung durch die Wieserbahn 1873 mussten die Waren mit Pferdefuhrwerken zur Südbahn nach Lebring gebracht werden. Dass die Bahnlinie über Deutschlandsberg verläuft, soll u. a. auf eine Intervention Pojatzis gemeinsam mit Bezirkshauptmann Praunegger in Wien zurückzuführen sein, weil ursprünglich die Trasse über Frauental geplant war. Das Unternehmen produzierte damals circa 100 Sorten verschiedener Zündhölzer, die mit der Zusatz „Vienna matches“ versehen, bis nach China exportiert wurden.
Ab 1880 waren in den beiden Betrieben ständig zwischen 600 und 700 Arbeiter angestellt. Weitere 1.000 fertigten die damals für die Verpackung benötigten Holzbüchsen. Die noch heute üblichen Schiebeschachteln bürgerten sich erst ab 1890 ein.
1892 verabschiedete sich Florian Pojatzi, der seinen Arbeitern vorbildliche Sozialleistungen bot, aus der aktiven Geschäftsleitung. Die Tagesleistung der Produktion belief sich zu diesem Zeitpunkt auf 50.000.000 Zündhölzchen. 1899 übernahm sein Schwiegersohn Franz Czerweny von Arland, der bis dahin als öffentlicher Gesellschafter agierte, das Unternehmen als alleiniger Eigentümer.

## Soziales und politisches Wirken
Pojatzi amtierte als erster Obmann der Bezirksvertretung Deutschlandsberg und war langjähriges Mitglied der Gemeindevertretung Deutschlandsbergs. Von 1865 bis 1867 und von 1878 bis 1883 war er Bürgermeister des Marktes. Am 6. Juli 1883 wurde ihm die Ehre zuteil, Kaiser Franz Josef anlässlich seines Besuches in Hollenegg zu begrüßen.
Im Jahr 1866 gründete er gemeinsam mit dem späteren Bezirkshauptmann Ferdinand Praunegger die Sparkasse in Deutschlandsberg, deren Vorsitz er jahrelang innehatte. Ihm ist außerdem die Verlegung der Bezirkshauptmannschaft von Stainz nach Deutschlandsberg zu verdanken. Ab 1873 wurde das Unternehmen von seinem Schwiegersohn Franz Czerweny geführt.
Florian Pojatzi war Ritter des Franz Josef Ordens sowie Ritter des Ordens der Eisernen Krone. Des Weiteren war er Mitbegründer und Ehrenmitglied des Männergesangsvereins und der Feuerwehr. Auf seiner Initiative beruhte die Gründung der Betriebsfeuerwehren Stainz und Deutschlandsberg. Viele Jahre gehörte er überdies dem Landes- und Frauenhilfsverein des Roten Kreuzes als Zentralausschussmitglied an.
Neben seinem zweimaligen Wirken als Bürgermeister hatte Pojatzi zahlreiche Vereinsfunktionen und politische Ämter inne. Von 1861 bis 1904 er war Gemeinderatsmitglied. 1870 wurde er zum Obmann des Schulkonkurrenzausschusses. Aus diesem Anlass spendete er die Summe von 20 (ca. 270 Euro) Gulden für die Errichtung einer Jugendbibliothek.
Die Unterstützung ärmerer Schüler war ihm zeitlebens ein großes Anliegen. Beispielsweise spendete er anlässlich des 40-jährigen Thronjubiläums des Kaisers 1.200 Gulden (ca. 16.000 Euro) für den Ankauf von Kleidern für mittellose Schüler. 1879 erfolgte seine Wahl in die Bezirksvertretung. Am 2. November 1888 ehrte ihn die Gemeinde für seine Verdienste mit der Verleihung der Ehrenbürgerwürde.

## Tod
Pojatzi starb am 15. August 1917 in Graz. Beigesetzt wurde er in der Familiengruft am Ortsfriedhof Deutschlandsberg.